# Husby-Ärlinghundra församling
Husby-Ärlinghundra församling är en församling i Märsta pastorat i Upplands södra kontrakt i Uppsala stift i Svenska kyrkan. Församlingen ligger i Sigtuna kommun i Stockholms län.

## Administrativ historik
Församlingen har medeltida ursprung. Den 1 januari 1886 (enligt beslut den 17 april 1885) ändrades namnet officiellt från Husby församling till Husby-Ärlinghundra församling. Bruket av namnet Husby-Ärlinghundra hade dock förekommit redan innan ändringen.
Den 1 januari 1991 överfördes ett område med 175 personer till församlingen från Odensala församling.
1 januari 1998 utbröts Valsta församling samtidigt som Odensala församling införlivades.

### Pastorat
- Medeltiden till 1972: Annexförsamling i pastoratet Odensala och Husby-Ärlinghundra.
- 1972 till 1998: Annexförsamling i pastoratet Odensala, Husby-Ärlinghundra, Skepptuna, Lunda och Vidbo.
- 1998 till 2002: Moderförsamling i pastoratet Husby-Ärlinghundra, Norrsunda, Skepptuna och Valsta.[8]
- Från 2003: Församlingen ingår i Märsta pastorat.[9]

## Kyrkor
- Husby-Ärlinghundra kyrka
- Märsta kyrka
- Odensala kyrka